# Yuelai, Yubei
Yuelai (kinesiska: 悦来) är ett stadsdelsdistrikt i sydvästra Kina. Det ligger i stadsdistriktet Yubei i storstadsområdet Chongqing, omkring 19 kilometer norr om det centrala stadsdistriktet Yuzhong.